# Les Mazures
Les Mazures – miejscowość i gmina we Francji, w regionie Grand Est, w departamencie Ardeny.
Według danych na rok 1990 gminę zamieszkiwało 738 osób, a gęstość zaludnienia wynosiła 20 osób/km².